# Bartosz Huzarski
Bartosz Huzarski (Świdnica, 27 de octubre de 1980) es un ciclista polaco que fue profesional entre 2002 y 2016.

## Biografía
Bartosz Huzarski debutó como profesional en 2002, con el equipo Action-nVidia-Mroz, que se llamaría después Action-Ati y más adelante Intel-Action.
Subcampeón de Polonia en Contrarreloj en 2005, ganó la clasificación de la montaña del Tour de Polonia en 2005 y 2006.
En 2008, el equipo Mroz-Action-Uniqa no se registró en la UCI. Huzarski ganó la Szlakiem Grodów Piastowskich aunque participó junto con sus compañeros en una selección nacional polaca.

## Palmarés
2003
- 1 etapa de la Carrera de la Paz

2005
- 1 etapa de la Baltyk-Karkonosze Tour
- 2.º en el Campeonato de Polonia Contrarreloj

2008
- Szlakiem Grodów Piastowskich

2009
- 2.º en el Campeonato de Polonia Contrarreloj

2010
- 1 etapa de la Settimana Coppi e Bartali
- 1 etapa de la Semana Lombarda

2012
- 1 etapa de la Carrera de la Solidaridad y de los Campeones Olímpicos

2015
- 3.º en el Campeonato de Polonia Contrarreloj

## Resultados en Grandes Vueltas y Campeonatos del Mundo
| Carrera              | Carrera              | 2002 | 2003 | 2004 | 2005 | 2006 | 2007 | 2008 | 2009  | 2010 | 2011  | 2012 | 2013 | 2014 | 2015  | 2016 |
| -------------------- | -------------------- | ---- | ---- | ---- | ---- | ---- | ---- | ---- | ----- | ---- | ----- | ---- | ---- | ---- | ----- | ---- |
|                      | Giro de Italia       | ―    | ―    | ―    | ―    | ―    | ―    | ―    | 102.º | ―    | ―     | 70.º | ―    | ―    | ―     | ―    |
|                      | Tour de Francia      | ―    | ―    | ―    | ―    | ―    | ―    | ―    | ―     | ―    | ―     | ―    | ―    | 68.º | 108.º | 39.º |
|                      | Vuelta a España      | ―    | ―    | ―    | ―    | ―    | ―    | ―    | ―     | ―    | ―     | ―    | 35.º | ―    | ―     | Ab.  |
| Mundial en Ruta      | Mundial en Ruta      | —    | ―    | Ab.  | 96.º | —    | —    | ―    | 73.º  | 60.º | 156.º | ―    | 52.º | Ab.  | —     | ―    |
| Mundial Contrarreloj | Mundial Contrarreloj | ―    | —    | ―    | —    | ―    | ―    | —    | 33.º  | ―    | —     | ―    | —    | ―    | —     | ―    |

―: no participa

Ab.: abandono